# Piragüismo en los Juegos Olímpicos de Tokio 2020
El piragüismo en los Juegos Olímpicos de Tokio 2020 se realizó en el Canal Sea Forest (aguas tranquilas) y el Centro de Piragüismo en Eslalon de Kasai (eslalon) de Tokio del 25 de julio al 7 de agosto de 2021.
En total fueron disputadas en este deporte 16 pruebas diferentes, 8 masculinas y 8 femeninas, repartidas en las dos especilidades de este deporte: 12 pruebas en aguas tranquilas y 4 en eslalon. El programa de competiciones se modificó en relación con la edición anterior, tres pruebas masculinas fueron cambiadas por tres pruebas femeninas nuevas: en aguas tranquilas fueron eliminados el K2 200 m y el C1 200 m masculinos y en su lugar se realizaron por primera vez el C1 200 m y el C2 500 m femeninos, además de que el K4 masculino es disputado en 500 m y no en 1000 m como era tradición; en eslalon el C2 masculino fue cambiado por el C1 femenino.

## Medallistas de piragüismo en aguas tranquilas

### Masculino
| Evento                  | Oro                                                                              | Plata                                                                               | Bronce                                                                       |
| ----------------------- | -------------------------------------------------------------------------------- | ----------------------------------------------------------------------------------- | ---------------------------------------------------------------------------- |
| K1 200 m (5 de agosto)  | Sándor Tótka · Hungría · 35,035                                                  | Manfredi Rizza · Italia · 35,080                                                    | Liam Heath · Reino Unido · 35,202                                            |
| K1 1000 m (3 de agosto) | Bálint Kopasz · Hungría · 3:20,643                                               | Ádám Varga · Hungría · 3:22,431                                                     | Fernando Pimenta · Portugal · 3:22,478                                       |
| K2 1000 m (5 de agosto) | Jean van der Westhuyzen · Thomas Green · Australia · 3:15,280                    | Max Hoff · Jacob Schopf · Alemania · 3:15,584                                       | Josef Dostál · Radek Šlouf · República Checa · 3:16,106                      |
| K4 500 m (7 de agosto)  | Max Rendschmidt · Ronald Rauhe · Tom Liebscher · Max Lemke · Alemania · 1:22,219 | Saúl Craviotto · Marcus Walz · Carlos Arévalo · Rodrigo Germade · España · 1:22,445 | Samuel Baláž · Denis Myšák · Erik Vlček · Adam Botek · Eslovaquia · 1:23,534 |
| C1 1000 m (7 de agosto) | Isaquias Queiroz · Brasil · 4:04,408                                             | Liu Hao · República Popular China · 4:05,724                                        | Serghei Tarnovschi · Moldavia · 4:06,069                                     |
| C2 1000 m (3 de agosto) | Serguey Torres Madrigal · Fernando Jorge Enríquez · Cuba · 3:24,995              | Liu Hao · Zheng Pengfei · República Popular China · 3:25,198                        | Sebastian Brendel · Tim Hecker · Alemania · 3:25,615                         |

### Femenino
| Evento                 | Oro                                                                            | Plata                                                                                           | Bronce                                                                                     |
| ---------------------- | ------------------------------------------------------------------------------ | ----------------------------------------------------------------------------------------------- | ------------------------------------------------------------------------------------------ |
| K1 200 m (3 de agosto) | Lisa Carrington · Nueva Zelanda · 38,120                                       | María Teresa Portela Rivas · España · 38,883                                                    | Emma Jørgensen · Dinamarca · 38,901                                                        |
| K1 500 m (5 de agosto) | Lisa Carrington · Nueva Zelanda · 1:51,216                                     | Tamara Csipes · Hungría · 1:51,855                                                              | Emma Jørgensen · Dinamarca · 1:52,773                                                      |
| K2 500 m (3 de agosto) | Lisa Carrington · Caitlin Regal · Nueva Zelanda · 1:35,785                     | Karolina Naja · Anna Puławska · Polonia · 1:36,753                                              | Danuta Kozák · Dóra Bodonyi · Hungría · 1:36,867                                           |
| K4 500 m (7 de agosto) | Danuta Kozák · Tamara Csipes · Anna Kárász · Dóra Bodonyi · Hungría · 1:35,463 | Marharyta Majneva · Nadzeya Papok · Volha Judzenka · Maryna Litvinchuk · Bielorrusia · 1:36,073 | Karolina Naja · Anna Puławska · Justyna Iskrzycka · Helena Wiśniewska · Polonia · 1:36,445 |
| C1 200 m (5 de agosto) | Nevin Harrison · Estados Unidos · 45,932                                       | Laurence Vincent-Lapointe · Canadá · 46,786                                                     | Liudmyla Luzan · Ucrania · 47,034                                                          |
| C2 500 m (7 de agosto) | Xu Shixiao · Sun Mengya · República Popular China · 1:55,495                   | Liudmyla Luzan · Anastasiya Chetverikova · Ucrania · 1:57,499                                   | Laurence Vincent-Lapointe · Katie Vincent · Canadá · 1:59,041                              |

## Medallistas de piragüismo en eslalon

### Masculino
| Evento           | Oro                                     | Plata                                  | Bronce                               |
| ---------------- | --------------------------------------- | -------------------------------------- | ------------------------------------ |
| K1 (30 de julio) | Jiří Prskavec · República Checa · 91,63 | Jakub Grigar · Eslovaquia · 94,85      | Hannes Aigner · Alemania · 97,11     |
| C1 (26 de julio) | Benjamin Savšek · Eslovenia · 98,25     | Lukáš Rohan · República Checa · 101,96 | Sideris Tasiadis · Alemania · 103,70 |

### Femenino
| Evento           | Oro                              | Plata                                   | Bronce                            |
| ---------------- | -------------------------------- | --------------------------------------- | --------------------------------- |
| K1 (27 de julio) | Ricarda Funk · Alemania · 105,50 | Maialen Chourraut · España · 106,63     | Jessica Fox · Australia · 106,73  |
| C1 (29 de julio) | Jessica Fox · Australia · 105,04 | Mallory Franklin · Reino Unido · 108,68 | Andrea Herzog · Alemania · 111,13 |

## Medallero
| Núm. | País                    | Oro | Plata | Bronce | Total |
| ---- | ----------------------- | --- | ----- | ------ | ----- |
| 1    | Hungría                 | 3   | 2     | 1      | 6     |
| 2    | Nueva Zelanda           | 3   | 0     | 0      | 3     |
| 3    | Alemania                | 2   | 1     | 4      | 7     |
| 4    | Australia               | 2   | 0     | 1      | 3     |
| 5    | República Popular China | 1   | 2     | 0      | 3     |
| 6    | República Checa         | 1   | 1     | 1      | 3     |
| 7    | Brasil                  | 1   | 0     | 0      | 1     |
| 7    | Cuba                    | 1   | 0     | 0      | 1     |
| 7    | Eslovenia               | 1   | 0     | 0      | 1     |
| 7    | Estados Unidos          | 1   | 0     | 0      | 1     |
| 11   | España                  | 0   | 3     | 0      | 3     |
| 12   | Canadá                  | 0   | 1     | 1      | 2     |
| 12   | Eslovaquia              | 0   | 1     | 1      | 2     |
| 12   | Polonia                 | 0   | 1     | 1      | 2     |
| 12   | Reino Unido             | 0   | 1     | 1      | 2     |
| 12   | Ucrania                 | 0   | 1     | 1      | 2     |
| 17   | Bielorrusia             | 0   | 1     | 0      | 1     |
| 17   | Italia                  | 0   | 1     | 0      | 1     |
| 19   | Dinamarca               | 0   | 0     | 2      | 2     |
| 20   | Moldavia                | 0   | 0     | 1      | 1     |
| 20   | Portugal                | 0   | 0     | 1      | 1     |
|      | TOTAL                   | 16  | 16    | 16     | 48    |